# Raoul Lefèvre

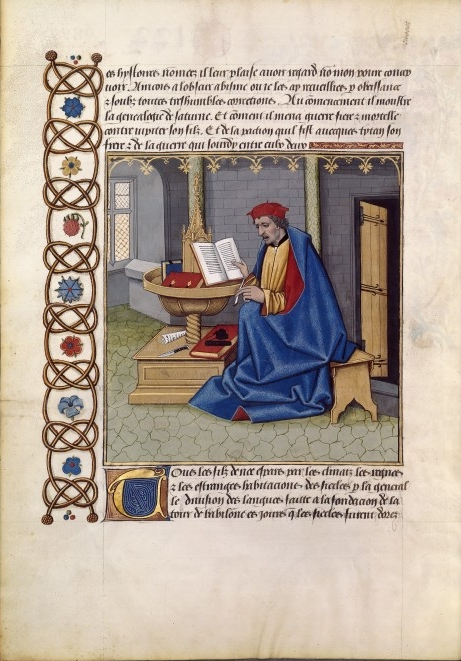
Raoul Lefèvre schrijvend aan zijn Recueil des histoires de Troies, Robinet Testard, Cognac, ms fr. 252, folio 1v.

Raoul Lefèvre of Raoul Le Fèvre is een Franse schrijver uit de tweede helft van de 15e eeuw.
Hij was priester en waarschijnlijk huiskapelaan van Filips de Goede. Raoul Lefèvre schreef twee werken, een Histoire de Jason in 1460 en een Recueil des histoires de Troyes in 1464. Beide werken behandelen onderwerpen uit de antieke oude mythologie en zijn opgedragen aan Filips de Goede. Ze waren vrij populair in de kringen van het Bourgondische hof. De Recueil des histoires de Troyes is een van de zeldzame titels uit de Bourgondische literatuur die ook succesvol was buiten de hertogelijke kringen.

## Histoire de Jason
De Histoire de Jason was een belangrijk thema voor Filips de Goede, die in 1430 de Orde van het Gulden Vlies stichtte. Jason was namelijk de Griekse held die met de Argonauten een tocht ondernam om het gulden vlies te veroveren. De tekst is op het klassieke verhaal van Jason uit de Griekse mythologie gebaseerd. Lefèvre schreef dit werk omstreeks 1460.
Filips de Goede probeerde de figuur van Jason, die in de antieke literatuur naar voren komt als een onverbeterlijke verleider, een aura van ridderlijke aristocratie te geven, dat beter paste bij de faam van de orde die Filips had opgericht.
Er zijn verscheidene handschriften van het werk bewaard gebleven. De lijst gepubliceerd door Arlima bevat zes handschriften en vijf gedrukte edities van voor 1500.
Het werd in 1477 in het Engels vertaald en gepubliceerd door William Caxton en in 1485 in het Nederlands.

## Recueil des histoires de Troyes

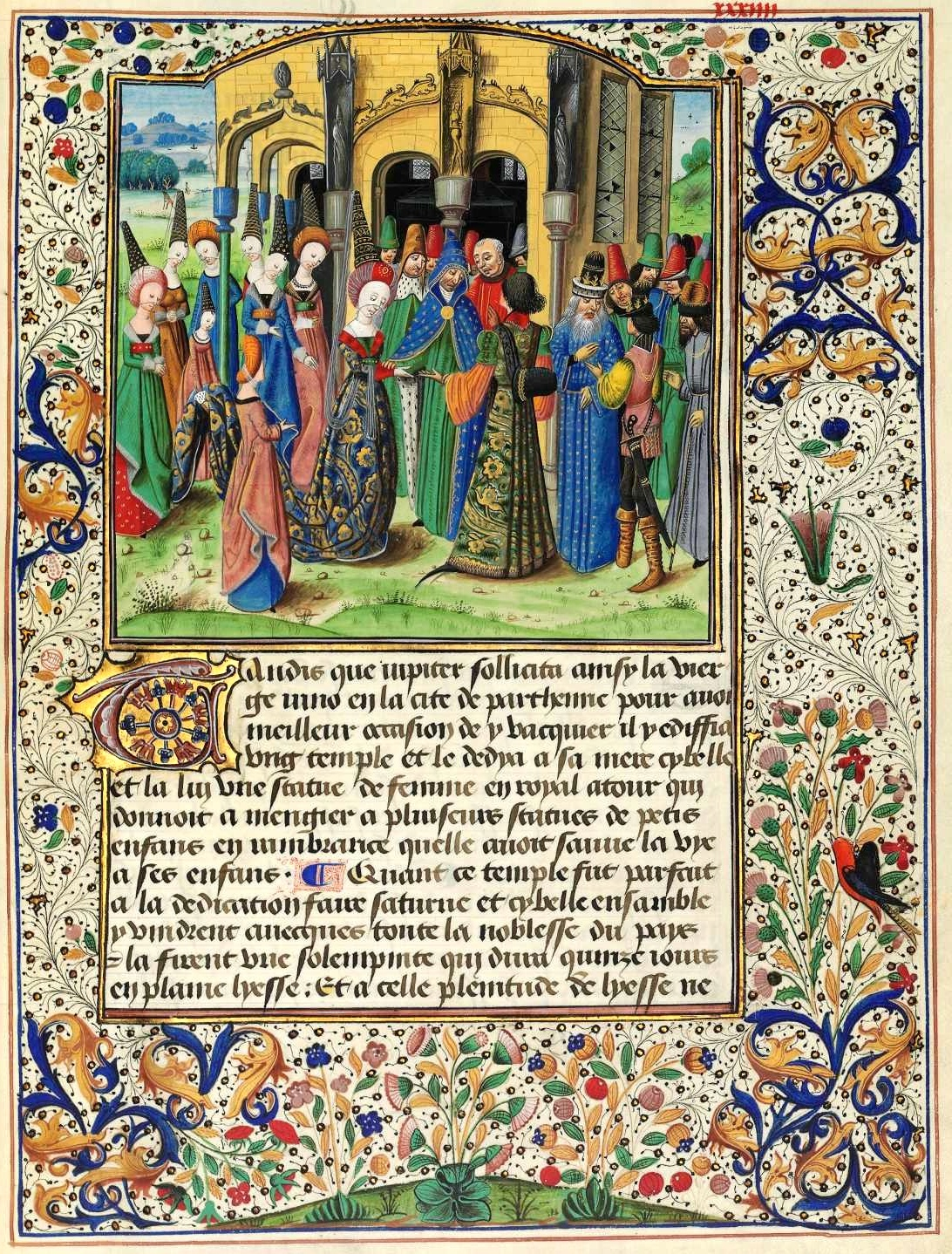
Huwelijk van Jupiter met zijn zuster Juno voor de tempel van Cybele. Miniatuur van de Meester van de Kroniek van Engeland, Brugge, circa 1470-1480. BnF ms. 59, fol. 34.

Het Recueil des histoires de Troyes is voornamelijk geïnspireerd door het De genealogia deorum gentilium van Giovanni Boccaccio. Initieel was het de bedoeling van de auteur, vier verhalen over hetzelfde aantal vernietigingen van Troje te bundelen in een werk. Maar het boek dat in 1464 aan Filips de Goede werd gepresenteerd bevatte slechts twee van die verhalen, namelijk de exploten van Hercules, die door de hertog werd gepromoot als de stichter van zijn dynastie. Een derde boek dat na de dood van Lefèvre werd gepubliceerd werd en waarvan het heel twijfelachtig is of Lefèvre de auteur was, was gebaseerd op de Historia destructionis Troiae van Guido delle Colonne.
Het werk werd al in 1474 in Brugge gedrukt in een Engelse vertaling door William Caxton, die het opdroeg aan Margaretha van York, hertogin van Bourgondië en van Brabant, zijn opdrachtgeefster.
Op Arlima vinden we vijf exemplaren terug in de eerste redactie met twee boeken en tien in een tweede redactie met drie boeken. het werk werd ook herhaaldelijk in druk uitgegeven. Voor 1500 waren er al zeven edities. Maar dat is uiteraard geen volledige inventaris van alle gekende werken.